# 三ヶ森駅
三ヶ森駅（さんがもりえき）は、福岡県北九州市八幡西区三ケ森一丁目にある、筑豊電気鉄道筑豊電気鉄道線の駅である。駅番号はCK09。

## 歴史
- 1957年（昭和32年）4月26日：開業。
- 2000年（平成12年）9月：折り返し施設が撤去される。

## 駅構造
相対式ホーム2面2線を有する地上駅。かつては下り列車の一部が折り返しており駅員が配置されていた。2000年（平成12年）9月に折り返し施設が撤去され、停車場から停留場へと変更された。上り（黒崎駅前方面）ホームには貸店舗が併設と定期券発売所が設置されている。
| ホーム | 路線        | 行先                 | 備考 |
| ------ | ----------- | -------------------- | ---- |
| 1      | ■筑豊電鉄線 | 楠橋・筑豊直方方面   |      |
| 2      | ■筑豊電鉄線 | 永犬丸・黒崎駅前方面 |      |

※実際には上記ののりば番号標はない、上記の番号は列車運転指令上の番線番号である。

## 利用状況
2022年度の1日平均乗降人員は2,048人であり、これは筑豊電鉄の駅の中では黒崎駅前駅に次いで第2位である。
近年の1日平均乗車人員は以下の通りである。
| 年度 | 1日平均 乗車人員 | 1日平均 乗降人員 |
| ---- | ---------------- | ---------------- |
| 2011 | 1,292            | 2,563            |
| 2012 | 1,206            | 2,409            |
| 2013 | 1,301            | 2,645            |
| 2014 | 1,233            | 2,504            |
| 2015 | 1,211            | 2,455            |
| 2016 | 1,220            | 2,472            |
| 2017 | 1,200            | 2,428            |
| 2018 | 1,167            | 2,333            |
| 2019 | 1,112            | 2,260            |
| 2020 | 918              | 1,870            |
| 2021 |                  | 1,927            |
| 2022 |                  | 2,048            |

## 駅周辺
八幡西区の中西部にあたる。駅周辺部は当駅の開設後の昭和30年代に建設が進められた団地が広がっている。
- サンリブ三ヶ森店
- 北九州市立中尾小学校
- 北九州市立沖田中学校
- 八幡三ヶ森郵便局
- 西日本シティ銀行三ケ森支店
- 福岡ひびき信用金庫三ヶ森支店
- 福岡銀行三ヶ森支店
- 福岡県道281号下上津役折尾線
- 新生会病院

## 隣の駅
筑豊電気鉄道
■筑豊電気鉄道線
永犬丸駅 (CK08) - 三ヶ森駅 (CK09) - 西山駅 (CK10)